# Maria Grip
Anna Maria Grip, född 20 augusti 1965 i Stockholm, är en svensk skådespelare.
Hon är utbildad på teaterhögskola i Malmö. Sedan 2001 arbetar hon som pedagog på Vardagens dramatik AB i Stockholm. Som skådespelare har hon arbetat vid bland annat Stockholms stadsteater, Örebro länsteater och Västanå teater samt i TV- och filmproduktion.
Hon är dotter till fotbollsspelaren Roland Grip.

## Filmografi
- 1990 – Blankt vapen – Anita
- 1990 – Fiendens fiende (TV-serie) – Eva-Britt
- 1990 – Honungsvargar – Mignon Karlsson
- 1992 – Kvällspressen (TV-serie) – Eva-Britt
- 1992 – Brev till Jonas – Camilla
- 1994 – Håll huvet kallt (TV-serie) – Sofia
- 1995 – Snoken (TV-serie) – Heidi Lindmark
- 1997 – Anna Holt - polis (TV-serie) – modern
- 1997 – Rederiet (TV-serie) – kvinnlig läkare
- 1997 – Sanning eller konsekvens – Sabinas mor
- 2010 – Du sköna – systrarnas mor
- 2013 – Bäst före – sjuksköterska